# Арзамасская школа живописи
Арзама́сская шко́ла (Ступинская школа) — так называемая школа иконописного и живописного дела, подготавливавшая также и учителей рисования из крепостных крестьян. Первая в России провинциальная частная художественная школа. Существовавшая в 1802—1861 годах, она была устроена Александром Васильевичем Ступиным в городе Арзамасе (Нижегородская губерния), пользовалась значительной известностью в 1840-х годах и получила статус «художественной школы».

## Характеристика
Об Арзамасской школе нельзя говорить как о «школе» в смысле художественном, где подразумевается преемственность талантов, следующих вышеуказанному направлению. Арзамасская школа подготовила многих выдающихся художников (в том числе Е. Ф. Крендовского, Н. М. Алексеева, И. К. Зайцева, И. Горбунова, В. Е. Раева, В. Г. Перова, В. С. Турина). Кроме этого, Арзамасская школа подготовила немало учеников, успешно выполнявших работы для церквей. 
Сам Ступин пробыл в академии в Петербурге около двух лет и за это время не мог усвоить прочно искусства по причине нехватки базисного образования, отсутствовавшего даже у тогдашних корифеев, каковыми являлись Акимов и Угрюмов. Таким образом, Ступин не мог внести в своё преподавание улучшенный метод и правильный взгляд на натуру, хотя, конечно, смог поддерживать мастерскую в лучших условиях, чем имели современные ему ремесленные заведения у подрядчиков иконописного и живописного дела. 
По возвращении Ступина из Петербурга в Арзамас местные помещики стали охотно отдавать ему крепостных мальчиков для образования из них живописных и иконописных мастеров-маляров. Ступин заставлял своих учеников рисовать (в первое время) масляными красками с гравюр, что вполне годилось для иконостасов сельских и городских церквей. Но Ступин не хотел ограничиваться такой скромною деятельностью и ему хотелось прославить себя и своё заведение, для чего он отправился в 1809 году в Санкт-Петербург, куда повез своего сына Рафаила и талантливого И. П. Горбунова. Приехав в столицу, Ступин представил академии аттестации, которыми заручился от нескольких помещиков, с трудом подписавших свои фамилии. Ступин добился того, что его заведение академия назвала «школой» и приняла под своё покровительство, а самого «Ступина, яко первого заводителя дела ещё необыкновеннаго» удостоила звания академика. Сын его и И. П. Горбунов были также приняты в академию казенными пансионерами. 
В 1810 году нижегородский губернатор Руновский доносил президенту академии «о хорошем порядке и устройстве в рассуждении преподавания рисовального художества ученикам, которых в школе 15 человек». На протяжении 20 лет школа продолжала присылать в Петербург только копии, писанные с гравюр. Весь успех школы в 1830-х годах ограничился образованием двух учителей рисования, принятых в уездном городе по рекомендации Ступина. Такое необычайное явление было поставлено ему в крупную заслугу и академия выразилась, что «такой пользы от его заведения не ожидала». Ступин стал расширять свою художественную школу, пристроив к школе «картинную и антическую галерею», воспользовавшись прибытием в Арзамас талантливого архитектора Коринфского. Воротившийся из Петербурга художник Горбунов возглавил школой, а недоучившийся Р. Ступин в 1819 году открыл «класс перспективы», без которой живописцы до этого обходились. Слава школы разрасталась, дошла до Нижнего, и Ступин был приглашен туда расписывать собор и по исполнении заказа представил в академию аттестат губернатора.

## Расцвет и упадок
Из учеников этой школы известность получили: Василий Перов; Афанасий Надеждин, открывший в Козлове школу по образцу арзамасской; Н. М. Алексеев, зять Ступина, управлявший школою 10 лет, академик с 1838 года, по приезде в Арзамас открыл классы рисования с антиков и натуры; это время — золотая пора существования школы. Однако, в 1843 году Алексеев был вызван в Петербург для живописных работ в Исаакиевский собор. После его отъезда школа начала быстро терять своё значение, но все же смогла продержаться до смерти Ступина (1861 года).